# Pippi tất dài

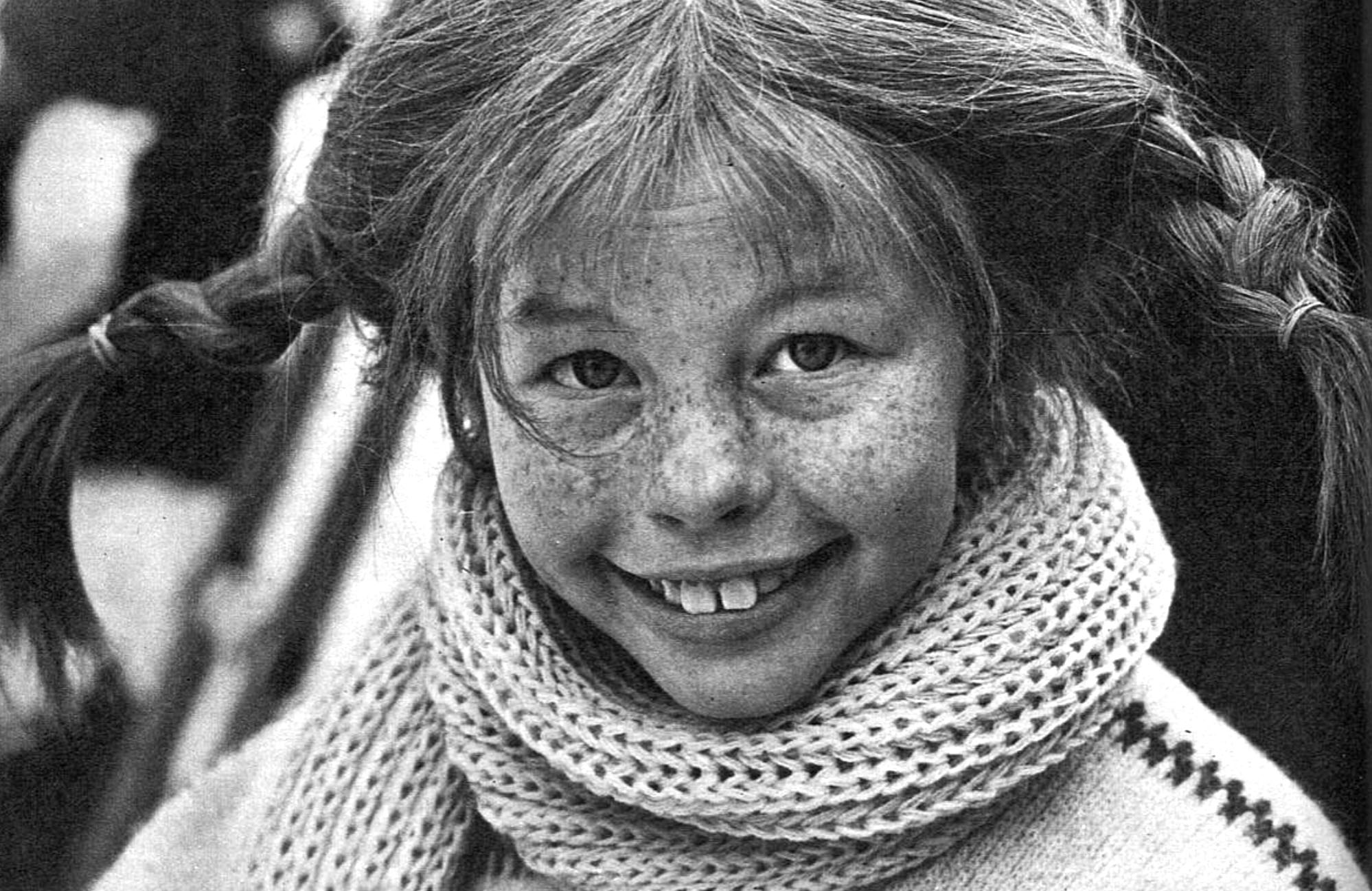
Inger Nilsson (1968)

Pippi Tất dài (tiếng Thụy Điển: Pippi Långstrump) là một cuốn tiểu thuyết thiếu nhi của nhà văn Astrid Lindgren.